# Pierniki z Pulsnitz

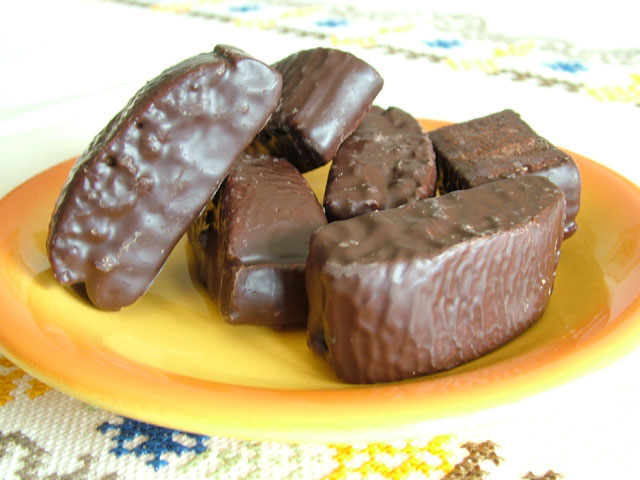
Pierniki z Pulsnitz

Pierniki z Pulsnitz (niem. Pulsnitzer Pfefferkuchen) – saksoński regionalny wyrób cukierniczy, pierniki pochodzące z miasta Pulsnitz (Połčnica) na Górnych Łużycach.
Tradycja wypieku pierników w Pulsnitz sięga XVI wieku (pierwsza wzmianka z 1558), kiedy to przyznano na tę okoliczność specjalny przywilej. Piekarnie wypiekające wyłącznie pierniki zaczęły działać w ostatnich trzydziestu latach XIX wieku. Wyroby wytwarzane są przez dziewięć piekarni i jedną fabrykę. Choć poszczególne receptury są zwykle strzeżoną tajemnicą rodzinną, to jednak smak specjału jest zbliżony i różni się dodawanymi przyprawami, m.in. anyżem, goździkami, gałką muszkatołową, imbirem, kardamonem, fenkułem czy cynamonem. Bardzo różne są też kształty pierników - dominują prostokąty, bloki lub serca. Zwłaszcza serca często zdobione są zabawnymi lub okolicznościowymi napisami. Większość wyrobów posiada polewę czekoladową.
Historię i specyfikę pulsnickiego piernikarstwa prezentuje lokalne Muzeum Pierników.